# Casa palacio del Duque de Almodóvar
La casa palacio del Duque de Almodóvar o de la Marquesa de la Puebla, situado en Jerez de la Frontera, (Andalucía, España), es una casa-palacio de estilo barroco construida en el siglo XVII en la calle Lealas.

## Descripción
Su fachada presenta líneas sencillas, sin ningún tipo de decoración, si bien no ocurre lo mismo con el patio, alrededor del cual se aprecian estructuras de los siglos XVII y XVIII. En éste destacan sus dos portadas, una de líneas manieristas, de los primeros años del siglo XVII, y otra de mármol con columnas pareadas de similar cronología. El resto de la casa, por sus rasgos neorrenacentistas y neomudéjares, responde a una intervención de finales del siglo XIX